# Monterey Park, Kalifornien
Monterey Park är en stad (city) i Los Angeles County, i delstaten Kalifornien, USA. Enligt United States Census Bureau har staden en folkmängd på 60 707 invånare (2011) och en landarea på 19,9 km².